# 中野区立桃園小学校
中野区立桃園小学校（なかのくりつ ももぞのしょうがっこう）は、東京都中野区本町三丁目に所在した公立小学校。

## 沿革
- 1875年4月20日 - 中野区宝仙寺本堂内仮教場で開校
第一番分校・桃野小学校（現、杉並区立杉並第一小学校）、第二番分校・桃井小学校（現、杉並区立桃井第一小学校）がそれぞれ開校
- 1882年1月 - 宝仙寺仁王門東隣に校舎新築移転
- 1882年8月28日 - 沼畊小学校分離（後、中野区立野方小学校。2011年3月閉校）
- 1890年9月 - 中野村立桃園尋常高等小学校と改称
- 1900年8月 - 現在地に校舎新築移転
- 1917年 - 文園町（現、中野6丁目）に分教場を置く
- 1921年4月 - 文園分教場独立（現・中野区立桃園第二小学校）
- 1928年5月 - 豊多摩郡谷戸尋常高等小学校（現・中野区立谷戸小学校）、豊多摩郡本郷尋常小学校（現・中野区立本郷小学校）が分離開校
- 1936年3月25日 - 東京市向台尋常小学校（後、中野区立向台小学校。2019年3月廃校）が分離開校
- 1937年1月 - 東京市立桃園尋常小学校と改称
- 1941年4月1日 - 東京市立桃園国民学校と改称
- 1947年4月1日 - 中野区立桃園小学校と改称
- 2019年3月31日 - 中野区立向台小学校と統合することとなったため、この日を以て廃校となった[1]。

## 交通
- 東京メトロ丸ノ内線・都営地下鉄大江戸線 中野坂上駅

## 著名な出身者
- 高橋岩太郎 - ヤクザ、右翼活動家
- 貴乃花光司 - 元大相撲力士、絵本作家[2]。